# Zurabi Erboconaszwili
Zurabi Erboconaszwili (gruz. ზურაბი ერბოწონაშვილი; ur. 28 grudnia 1992) – gruziński zapaśnik walczący w stylu wolnym. Zajął piąte miejsce na mistrzostwach świata w 2017.
Siódmy w Pucharze Świata w 2019. Zajął 21. miejsce na Uniwersjadzie w 2013. Pierwszy na ME U-23 w 2015 roku.